# بودو
بودو Budō (武道) اصطلاحی ژاپنی است که به هنرهای رزمی مدرن ژاپن اشاره دارد. معنای تحت‌اللفظی این کلمه «راه رزمی» است و می‌توان آن را «روش نبرد» در نظر گرفت.

## ریشه‌شناسی
منشأ بودو واژه «بوشیدو» است. بودو ترکیبی از دو نشان یا حروف مخفف کان‌جی می‌باشد که در زبان چینی متداول است. معناهای قدیمی بودو عبارت است از: ورود به صحنه جنگ و مبارزه» اما با گذشت زمان مفهوم آن تغییر یافت و به «توقیف مبارزه» تغییر کرد. «دو» هم مظهر حرکت انسان یا «راه و روش» است.
بودو ترکیبی است از ریشه «بو» (武: ぶ) به معنی «جنگ» یا «رزمی»؛ و دو (道: ど う؛ دائو در چینی)، به معنی «راه» یا «روش» (شامل مفهوم کهن درمه‌ای و بودایی هند از «مسیر»، یا مارگا در سانسکریت). بودو ایده تدوین گزاره‌ها، قرار دادن آنها در معرض نقد فلسفی و سپس دنبال کردن «راهی» برای تحقق آنها است. دو به معنی «شیوه زندگی» است. دو در بافت ژاپن یک اصطلاح تجربی است به این معنا که روش (شیوه زندگی) هنجاری برای تأیید اعتبار یک رشتهٔ ایجادشده از طریق یک هنر خاص است. در بودوی مدرن، هیچ دشمن خارجی وجود ندارد و تنها یک دشمن داخلی وجود دارد: نفس من که باید با آن مبارزه کرد. گن‌دای بودو (بودوی مدرن) شامل شکل‌های مختلف بودو است که از دوره حکومت میجی شکل گرفته‌است. همه هنرهای رزمی قبل از این دوره به عنوان بودوی مدرن (بودوی کلاسیک) شناخته می‌شوند. معنای اصلی بودو این است که ظاهر و باطن را کنار هم قرار داد تا این جز به یک بخش پایدارتر، انعطاف پذیرتر و قوی‌تر تبدیل شود. جدالی که در بودو بین نفس و حریف پیش می‌آید، باعث ایجاد یک رابطه فیزیکی و روانی می‌شود.
بوجوتسو هم مثل بودو ترکیبی از ریشه‌های bu (武) و jutsu (術: じ ゅ つ)، به معنی تکنیک است. بنابراین، بودو به عنوان «راه رزمی»، یا «راه جنگ» ترجمه می‌شود در حالی که bujutsu به عنوان «علم جنگ» یا «هنر رزمی» ترجمه شده‌است. با این حال، در انگلیسی اصطلاح «هنرهای رزمی» به هر دوی این مفاهیم اشاره دارد. بودو و بوجوتسو تفاوت بسیار ظریفی دارند. در حالی که بوجوتسو فقط به قسمت فیزیکی نبرد (چگونه می‌توان دشمن را به بهترین نحو شکست داد) توجه می‌کند، بودو به ذهن و نحوه رشد خود هم توجه می‌کند.
اولین کاربرد کلمه بودو به کویو گونکان (قرن شانزدهم) برمی گردد که برای توصیف شیوه زندگی سامورایی‌ها به جای تمرین تکنیک‌های رزمی مورد استفاده قرار گرفت. این کلمه بعداً مجدداً نظریه‌پردازی شد و با تعریفی که امروزه می‌شناسیم بازتعریف شد. این کار ابتدا توسط نیشیکوبو هیرومیچی و دای نیپون بوتوکوکایی انجام شد هنگامی که نام مدرسه حرفه‌ای هنرهای رزمی آن‌ها از بوجوتسو سنمان گاکو به بودو سنمان گاکو تغییر یافت. ادامهٔ کار توسط جیگورو کانو، بنیانگذار جودو انجام شد که نام هنر خود را به جای جوجوتسو، جودو گذاشت.

## تاریخچه
نظام مدرن مدارس ژاپنی در سال ۱۸۷۲ بعد از استقرار مجدد حکومت میجی در سال ۱۸۶۸ پا گرفت. در آن زمان، اصطلاح تربیت بدنی تحت عنوان تای جوتسو (تمرین فیزیکی) شناخته می‌شد، حال‌آنکه امروز به «تای ایکو» معروف است. در سال ۱۸۷۹ هم نام آن به «تای سو» تغییر کرد. در سال ۱۸۸۳ آموزش و پرورش ژاپن بر آن شد تا برنامه گکن (شمشیربازی) و جوجوتسو را برای اولین بار به برنامه تای سو در مدارس اضافه کند، ولی این سیاست با مخالفت شدید مرّبیان و قانون‌گذارانی مواجه شد که گرایش زیادی به مدرنیزه شدن در مدارس داشتند. آنها نگران تأثیرات منفی احتمالی بودند که تمرینات هنرهای رزمی ممکن بود بر جسم و روح جوانان باقی بگذارد. سپس این پرسش مطرح شد که آیا گکن و جوجوتسو باید در میان برنامه‌های منظم مدارس قرار بگیرند یا خیر. در بیست و چهارمین گردهمایی خانه نمایندگان که در سال ۱۹۰۸ برگزار شد، این لایحه به تصویب رسید که گکن و جوجوتسو در مدارس ژاپن رسماً در مقطع متوسطه تدریس شوند.
در سال ۱۹۱۳ راهنمای آموزشی تربیت بدنی، تحت قوانین منظم قرار گرفت و بنا شد که دانش‌آموزان مقطع متوسطه هنر گکن و جوجوتسو را در مدارس بیاموزند. در پنجاهمین گردهمایی نمایندگان که در سال ۱۹۲۵ برگزار شد، این مسئله طرح شد که گکن و جوجوتسو به صورت اجباری آموزش داده شده و از حالت اختیاری خارج شوند. هر چند این مصوبه هم در سال ۱۹۲۶ دستخوش اصلاحاتی شد، اما قواعد مربوط به آموزش هنرهای رزمی همچنان بی‌تغییر باقی ماند.
در دوران پس از جنگ جهانی دوم، نظام آموزشی بودو کاملاً مورد بازبینی قرار گرفت. در ماه مارس ۱۹۴۷ اصول آموزش تربیت بدنی کنار زده شد و برنامه راهنمای پیشنهادی جایگزین آن شد. سال بعد این برنامه در چارچوب مقرّرات و قوانین منظم قرار گرفته و نام تای رن به تای ایکو (تربیت بدنی) تغییر پیدا کرد. کارشناسان بودو با مقامات آموزش و پرورش همکاری کردند تا بتوانند در دوران پس از جنگ هم آموزش بودو را که به‌طور موقتی تعطیل شده بود، رواج دهند. اولین هنری که در این سیاست جدید جای گرفت جودو بود. در ماه مارس ۱۹۵۰ وزارت آموزش و پرورش درخواستی را به متفقین داد و پیشنهاد تأسیس مدارس جودو را مطرح کرد. در سپتامبر همان سال، متفقین مجوز تدریس جودو را در مدارس صادر کرد، سپس بخش‌نامه‌ای به مدارس ارسال کرد و در آن جودو یک رشته ورزشی دمکراتیک نامیده شد. کیودو در سال ۱۹۵۱ باز هم در مدارس تدریس شد. کن دو در سال ۱۹۵۳ و ناگی ناتا هم در سال ۱۹۵۹ مجدداً در مدارس ژاپن تحت آموزش قرار گرفت.

## فلسفه
منشأ بودو سنت بوشیدو یا روش جنگجو است. بودو شکلی از پروراندن و تقویت جسم است. کسانی که به آموختن بودو می‌پردازند روی ترفندهای مختلف تحقیقات زیادی انجام می‌دهند و تلاش می‌کنند تا پیوند پایداری میان مغز، تکنیک و جسم برقرار کنند. همچنین با تلاش برای تقویت شخصیت خود، موضوعات اخلاقی را در خود تقویت کرده و تواضع و احترام را ترویج می‌دهند.

## فرهنگ
در بودو اصطلاح خاصی به نام «کی‌کو» وجود دارد که به تمرینات گفته می‌شود البته کی‌کو فقط به فعالیت‌های ورزشی مربوط نمی‌شود.
کاتا بخش مهمی از برنامه بودو، نشان‌دهنده ماهیت تکنیکی و فلسفی آموزش‌های این هنر است. شاگردان تازه‌کار ابتدا کاتایی که توسط استادان‌شان به آن‌ها آموزش داده شده‌است را به همان شکل اجرا می‌کنند و سعی می‌کنند دقیق همان فرم را اجرا کنند. در واقع شاگردان از تجربه و حکمت نیاکان خود بهره‌مند می‌شوند.
تفکر عمیق و حل مشکلات دوپایه مهم کی‌کو و یادگیری هستند. قسمت بزرگ کار بر عهده شاگردان است و باید همه چیز را برای خود تفسیر کنند. گرچه در ابتدا فرایند یادگیری کاتا با کپی برداری آغاز می‌شود اما در نهایت باعث توسعه خصوصیات و ویژگی‌های هر فرد می‌شود.
بودو در سطح رقابت اهمیت زیادی برای توانایی یا سن فرد قائل نمی‌شود. هنرجوی بودو به‌جای درگیر کردن ذهنش برای مسابقه باید به یادگیری مهارت‌ها بپردازد. هیچ نقطه پایانی برای بودو وجود ندارد و مردان و زنان در تمام سنین می‌توانند اقدام به مطالعه و یادگیری بودو بکنند.
هنرهای بودو که دارای رقابت نیز تابع قوانین و مقررات می‌باشند. داوران ناظر بودو از زمان قدیم به عنوان «کن شو» شناخته می‌شوند. در شرایطی احتمال دارد مسابقه بدون داور برگزار شود که در این صورت دو مبارز تصمیم می‌گیرند که چیزی به عنوان ایپون (امتیاز) را معتبر بشناسند.

## آموزش
دولت ژاپن تصمیم گرفته بود که آموزش بودو را از سال ۲۰۱۲ در دبیرستان‌های این کشور اجباری کند. در سال ۱۹۰۸ در گردهمایی خانه نمایندگان لایحه‌ای تصویب شد که گکن و جوجوتسو به شکل رسمی در مدارس ژاپن در مقطع متوسطه تدریس شوند. در سال ۱۹۲۵ در پنجاهمین گردهمایی نمایندگان پیشنهادی مطرح شد که گکن و جوجوتسو در مدارس به صورت اجباری آموزش داده شود و دیگر اختیاری نباشد. در سال ۱۹۳۱ کن‌دو و جودو هر دو به صورت اجباری به دانش آموزان تدریس شد و همچنین طبق اصلاحیه‌ای در سال ۱۹۳۶ دانش آموزان دختر هم مکلف به یادگیری کیودو و ناگی ناتا شدند.

## در ژاپن
بودو در طول تاریخ دستخوش تغییراتی زیادی شده‌است و از شکل تکنیک‌های مبارزه (جوتسو) به شکل روش پیشرفت فردی (دو) تغییر شکل داده‌است.
پس از جنگ (دوره شووا) نظام آموزشی بودو به‌طور کلی تغییر یافت. در دوران پس جنگ هنرهای رزمی باز هم تثبیت شد که این بار به عنوان کاکوگی (هنرهای مبارزه) انجام شد و از دسته بودو خارج شد. کاکوگی در سال ۱۹۵۸ به برنامه دوره راهنمایی و در سال ۱۹۶۰ به برنامه دوران دبیرستان افزوده شد. این مصوبه شامل هنرهای سومو، جودو و کن‌دو بود. مدارس می‌توانستند هر سال یکی از این سه هنر را برای آموزش به دانش آموزان پسر انتخاب کنند. دختران نمی‌توانستند در کلاس‌های کاکوگی شرکت کنند و به ان‌ها هنر رقص و علم اقتصاد خانواده آموزش داده می‌شد. با اصلاحیه‌های بعدی در که در سال ۱۹۷۰ به قوانین اضافه شد سومو به عنوان گزینه دوم ارائه شد و کشتی، کیودو و ناگی‌ناتا به لیست ورزش‌های مبارزه‌ای مشروع اضافه شدند.
در دوران پس از جنگ تربیت بدنی کاکوگی به بودو تغییر یافت. مهم‌ترین دلیلی که باعث شد طبقه‌بندی کاکوگی به بودو تغییر پیدا کند این بود که بودو جزئی از فرهنگ سنتی و اصیل ژاپنی بود. به همین دلیل تدریس بودو به عنوان یک مسئله ضروری مطرح شد. یک پیشرفت مهم که در آموزش بودو صورت گرفت این بود که تا قبل از سال ۱۹۸۹ فقط دانش آموزان پسر می‌توانستند بودو را آموزش ببینند اما با اصلاحیه‌ای در سال ۱۹۸۹ و گسترش تساوی حقوق زنان و مردان به دختران نیز این اجازه داده شد که بودو ر ا آموزش ببینند. در نهایت در اصلاحیه بعدی تعیین شد که از سال ۲۰۱۲ همه دانش آموزان سال اول و دوم دبیرستان بودو را آموزش ببینند.

## ورود به المپیک
در ۱۹۵۹ در مجمع عمومی کمیته بین‌المللی المپیک تصمیم گرفته شده میزبانی هجدهمین دوره بازی‌های المپیک به ژاپن واگذار شود. در سال ۱۹۶۱ جودو رسماً به عنوان رشته ورزشی المپیک معرفی شد. این دو رویداد زمینه‌ای برای تأسیس بودوکان بودند. در سال ۱۹۶۴ نیپون بودوکان در توکیو تأسیس شد و مقدمات حضور بودو در بازی‌های المپیک میسر شد. همین موضوع باعث شد تا واژه بودو در بین همه رواج پیدا کند.

## منشور
بودو به دنبال آن است پیوند محکمی میان ذهن و تکنیک برقرار کند و همچنین به دنبال تقویت جسم و توسعه روحیه شرایط روحی است. مطالعه و تحقیق دربارهٔ بودو فرد را ترغیب می‌کند تا در رفتارهای اجتماعی خود فروتن باشد و همچنین باعث تقویت مهارت‌های فنی و توسعه شرایط جسمانی و روانی می‌شود. چیستی و هویت بودو را نگرانی برای برد یا باخت در مسابقات، به خطر انداخته‌است.

## قوانین
- قانون اول: هدف بودو

بودو با تقویت جسم و روح شخصیت فرد را قوت بخشیده، قضاوت را گسترش داده و انضباط را افزایش می‌دهد و شکلی که شخص قادر است به پیشرفت جامعه خود کمک کند.
- قانون دوم: کی کو (تمرین)

کسانی که تمرین‌های بودو را انجام می‌دهد می‌بایستی با فروتنی و احترام رفتار کنند و به اصول بودو پایبند باشند و در برابر یک وسوسه زیاد مقاومت کنند به شکلی که تنها به دنبال کسب مهارت فنی نباشند بلکه به دنبال این باشند که پیوند کاملی بین جسم، روح و تکنیک برقرار کنند.
- قانون سوم: شی آی (مسابقه)

در طول مسابقات و اجرای فرم کاتا باید تلاش کنند تا تمام مهارت‌هایی را که در دوران آموزشی یادگرفته‌اند به همه نشان دهند. این کار باید کاملاً از روی علاقه به بودو باشد و هیچ فردی نباید به پیروزی یا شکست فکر کند.
- قانون چهارم: دوجو (سالن تمرین)

دوجو مکانی است که فرد مهارت‌ها را فرا گرفته و خود را تقویت می‌کند. همه باید از قوانین پیروی کنند و مودبانه رفتار کرده و در برقراری امنیت بودو و بهبود شرایطی بهداشتی دوجو تلاش کنند.
- قانون پنجم: آموزش و تدریس

مربی بودو باید مشوق دیگران باشد که نسبت به یکدیگر تلاش بیشتری نمایند. از جسم و روح خود برای فراگیری استفاده کنند. ادراکشان را مداوم بر اساس فنون تجربی بودو تقویت کنند. مربی‌ها باید مانع از قرار دادن قهرمانی یا شکست به عنوان محوریت مسابقات شوند. قابلیت‌های فردی باید در هنرجویان تفهیم شوند. در نتیجه مربیان در برابر این قوانین مسئولیت دارند.
- قانون ششم: توسعه بودو

افراد مورد تشویق بودو باید آداب باارزش بودو را در سطح جهانی با اندیشه‌ای باز بنگرند. آن‌ها باید در امر آموزش و بررسی بودو در هر جا نهایت تلاششان را بکنند.

## سبک‌های رایج

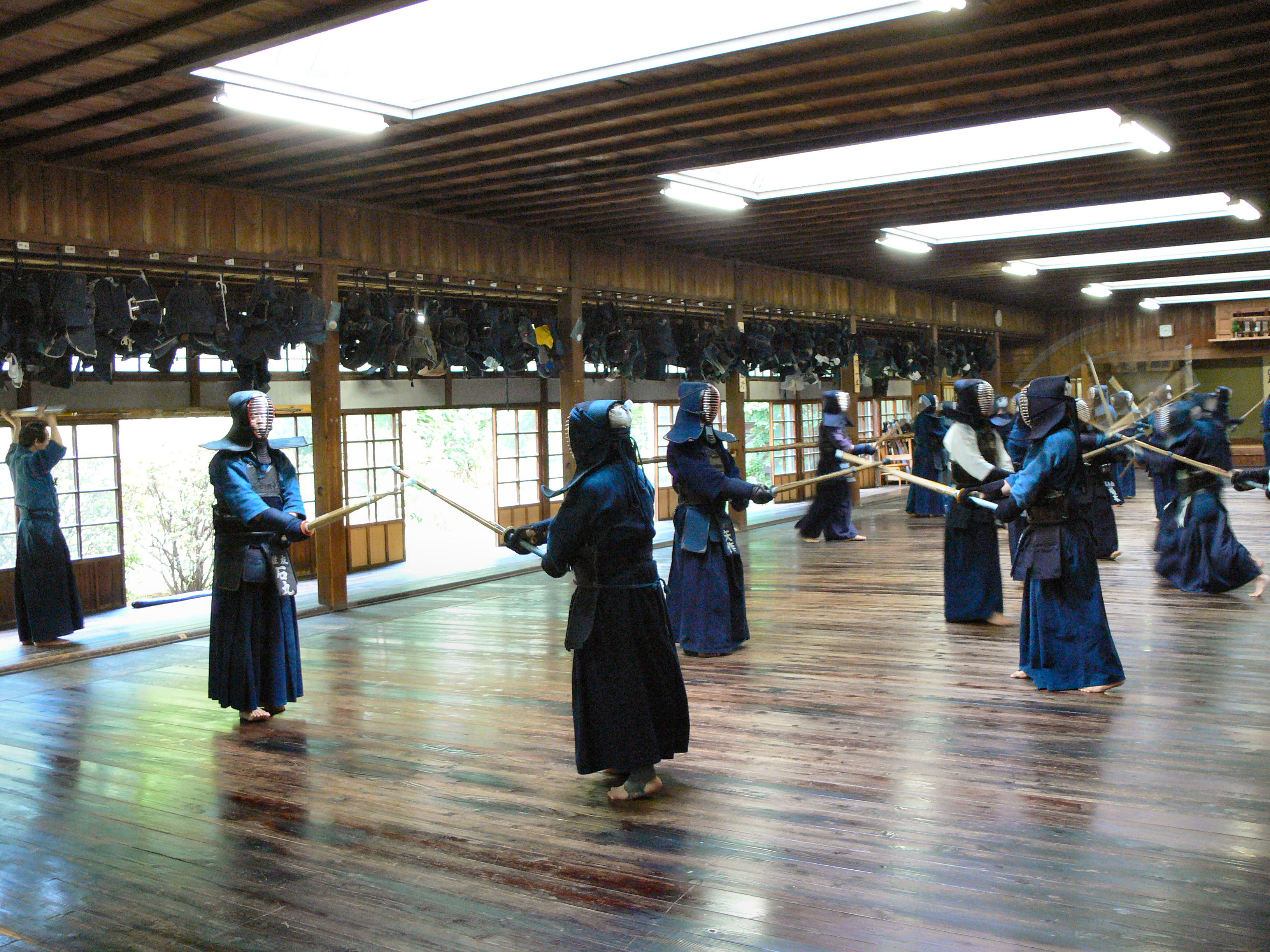
کن‌دو یکی از محبوب‌ترین اشکال بودو در ژاپن است

- آیکیدو: مفهوم آیکیدو «روش روحیه هماهنگ» است. آیکیدو که از هنرهای بودو است و منشأ تکنیک‌های آن سیستم رزمی جنگ جویان هر فئودالی ژاپن است. هدف اصلی در این رشته پیشرفت شخصیت و خصوصیات انسانی همراه با قوانین طبیعی حاکم بر جهان است. همه حرکات در آیکیدو متمرکز روان و دایره‌ای است.[۲۷]
- ایی‌آی‌دو.
- جودو: معنای واژه جودو «راه آرامش» است. جودو نوعی مبارزه غیر مسلحانه وابسته به تکنیک‌های کلاسیک درگیری به جوجوتسو است. جیگوروکانو جودو را از جوجوتسو برداشت کرد و از آن به عنوان روش تمرین، پرورش خصوصیات اخلاقی و دفاع از خود استفاده کرد.[۲۸]اصول و مبانی ورزش جودو: استفاده درست و بهینه از توانایی و قدرت‌ها، صرف انرژی برای کارهای خوب، کمک به دیگران و خیرخواه آن‌ها بودن. با این اصول و تمرین منظم، پیاپی و بردبارانه یک ورزش می‌توان بر وضعیت روحی تأثیر گذاشت.[۲۹]
- جوجوتسو: یک سیستم مبارزه غیر مسلحانه است که بعضی از سبک‌های آن بر روی قفل مفصل متمرکز است و بعضی دیگر به تکنیک پرتاب یا بعضی دیگر مستلزم استفاده از مشت و لگد هستند.[۳۰]
- کاراته: کاراته از جمله معروف‌ترین هنرهای رزمی ژاپن است. کاراته از جمله فنونی است که بدون استفاده از هرگونه سلاحی است به همین دلیل کاراته یا دست خالی گفته می‌شود. در این هنر سه دسته تکنیک وجود دارد: ۱. فرود ضربات دست (اوچی)، فرود ضربات پرتابی (تسوکی) و لگد (کری).[۳۱]
- کن‌دو: یکی از متداول‌ترین رشته‌های بودوی ژاپن بوده که به شمشیر بازی و تکنیک‌های شمشیرزنی جنگجویان سامورایی (کاتانا) وابسته است. سلاحی که در این هنر به کار می‌رود شین آی نام دارد که متشکل از چهار قطعه بامبو است که به وسیله یک دسته چرمی (تسوکا) به هم متصل می‌شوند. مبارزان محافظی به نام بوگو یا کن دوگو بر تن می‌کنند. زره محافظ شامل: ماسک محافظ (من)، پوشش بالاتنه (دو)، دستکش (کوته) و محافظ پایین‌تنه (تاره) است. هر مبارزی که بتواند به من، کوته و دو ضربه زده و شمشیر را در ناحیه گلوی حریف فرو ببرد صاحب امتیاز می‌شود.[۳۲]
- کوبودو: همه هنرهای رزمی قبل از حکومت میجی به عنوان کوبودو (بودوی کلاسیک) به همگان معرفی شدند.[۳۳]
- کیودو: کیودو به هنر استفاده از تیر و کمان گفته می‌شود.[۳۴]
- شورینجی کمپو: سودو شین در سال ۱۹۴۷ این هنر را بنیان نهاد. این هنر یک سیستم مبارزه غیرمسلحانه از حمله هنرهای بودو است که هدف آن پیشرفت و تکامل فردی است.[۳۵]
- سومو: یک نوع کشتی سنتی است. هدف در مسابقه سومو این است کشتی‌گیر (ریکیشی) باید حریف را به هبیرون رینگ مسابقه (دوهیو) هل دهد یا او را وادار کند که با یکی از بخش‌های بدنش (به جز کف پاها) به زمین برخورد کند.[۳۶]

## سازمان‌های عضو انجمن بودو
- ذن نیهون جودو رنمی (فدراسیون جودوی ژاپن)
- ذن نیهون کیودو رنمی (فدراسیون جوکیودو ژاپن)
- ذن نیهون کاراته دو رنمی (فدراسیون کاراته دوی ژاپن)
- شورین جی کمپو رنمی (فدراسیون شورین جی کمپو)
- ذن نیهون جو کن دورنمی (فدراسیون جو کن‌دوی ژاپن)
- ذن نیپون کن‌دو رنمی (فدراسیون کن‌دوی ژاپن)
- نیهون سومو رنمی (فدراسیون سومو ژاپن)
- آی کی کای (بنیاد آی کی کای)
- ذن نیهون ناگی ناتا رنمی (فدراسیون ناگی ناتای ژاپن)
- نیپون بودوکان (بنیاد نیپون بودوکان)[۳۷]

## بوجوتسو
در تاریخ مدرن ، بوجتسو به عنوان هنر رزمی، علوم نظامی یا استراتژی نظامی بسته به زمینه ترجمه می‌شود و با استفاده عملی از تکنیک آن در شرایط واقعی یا در صحنه نبرد مشخص می‌شود. بودو، به معنی شیوه رزمی، تأکید فلسفی بیشتری دارد.
شاید بتوان تفاوت بین بودو و بوجوتسو را مشخص کرد. گاهی اوقات، تفاوتها تاریخی تلقی می‌شوند، اما برخی تفاوت‌ها به روش‌های تربیتی، فلسفه آموزش، یا تأکید بر رشد معنوی مربوط می‌شوند.
بوجوتسو (بو، بوشی، جنگجو و جوتسو، هنر) فرم‌های بودو را شامل می‌شود. این فرم‌ها شامل سیستم‌های نبرد هستند که پسوند جوتسو دارند، مثلاً کن‌جوتسو (هنر شمشیر)، نین‌جوتسو (جاسوسی)، جوجوتسو (اصطلاح کلی یا سیستم‌های مختلف نبرد برای زمانی که فرد اندکی مسلح باشد).

### غیرنظامی در مقابل نظامی
بسیاری بودو را شیوهٔ غیرنظامی‌ترِ هنرهای رزمی می‌دانند که نوعی تفسیر یا تکامل بوجوتسوی کهن است که به عنوان سبک یا استراتژی نظامی شناخته می‌شود. با توجه به این تمایز، هنر مدرن غیرنظامی بر عملی بودن و اثربخشی به نفع توسعه شخصی از منظر تناسب اندام یا مسائل معنوی تأکید می‌کند. تفاوت بین جنبه‌های «غیرنظامی» در مقابل «نظامی» در نبرد و رشد شخصی است. آنها بودو موسارا و بوجوتسو را نشان دهنده یک استراتژی یا فلسفه خاص در مورد نظام‌های نبرد می‌دانند، اما با این حال، این اصطلاحات نسبتاً دارای تسامح هستند و به جای هم به کار می‌روند.

### هنر در مقابل سبک زندگی
یک نظر این است که بوجوتسو یک هنر رزمی است که می‌توان آن را تمرین کرد، در حالی که بودو شیوه زندگی و مسیری است که با تمرین بوجوتسو طی می‌کنید. به عنوان مثال، می‌توان گفت که جودو و جوجوتسو وقتی به‌عنوان هنر رزمی به کار می‌روند یکسان هستند، بدین معنا که تمرین هنر جوجوتسو منجر به کسب سبک زندگی جودو می‌شود (جودو در ابتدا با نام کانو جیگورو، بنیانگذار جودو به کانو جوجوتسو معروف بود.) این امر در مورد هنرهایی مانند کنجوتسو / کن‌دو و ایی‌آی‌جوتسو /
ایی‌آی‌دو نیز صادق است.

### ورزش تفریحی
بودو در برنامهٔ نمایشی بازی‌های المپیک تابستانی ۱۹۶۴ حضور داشت.